# Heinrich Berthold
Heinrich Bruno Berthold (* 10. Juni 1856 in Zschoppelshain; † 24. April 1935 in Darmstadt) war ein deutscher Politiker (SPD) und ehemaliger Abgeordneter der 2. Kammer der Landstände des Großherzogtums Hessen und Reichstagsabgeordneter.

## Familie
Heinrich Berthold war der Sohn des Landwirts Johann Berthold und dessen Frau Eleonore geborene Nebel. Heinrich Berthold heiratete am 12. Oktober 1879 in Darmstadt in erster Ehe Marie geborene Hübner (1852–1888) und in zweiter Ehe am 5. Juni 1888 in Darmstadt Anna Sophie verwitwete Hübner geborene Friedrich.

## Ausbildung und Beruf
Heinrich Berthold machte eine Lehre als Schuhmacher und war danach als Geselle und ab 1880 als selbstständiger Orthopädischer Schuhmachermeister tätig. Danach arbeitete er von 1890 bis 1907 als Buchhändler in Darmstadt.

## Politik
In der 31. bis 36. (und letzten) Wahlperiode (1899–1918) war Heinrich Berthold Abgeordneter der zweiten Kammer der Landstände des Großherzogtums Hessen. In den Landständen vertrat er in der 31. bis 34. Wahlperiode den Wahlbezirk Starkenburg 14/Groß Gerau und in der 35. und 36. Wahlperiode den Wahlbezirk Starkenburg 15/Bischofsheim-Rüsselsheim.
Bei einer Nachwahl im Wahlkreis Hessen 4 (Darmstadt-Groß-Gerau) gewann Heinrich Berthold in der Stichwahl gegen einen nationalliberalen Kandidaten ein Mandat im Reichstag (als Nachfolger für Balthasar Cramer, der am 11. Februar 1906 sein Mandat niedergelegt hatte). Bei der Reichstagswahl 1907 wurde er nicht in das Parlament gewählt.